# Stichting Zorglandgoed Laagduurswoude
Stichting Zorglandgoed Laagduurswoude is een zorginstelling met ANBI status in Makkinga, opgericht in juli 2009 door het echtpaar Dijkstra. De doelgroep bestaat uit jongvolwassenen met niet-aangeboren hersenletsel (NAH) en personen in dezelfde leeftijdscategorie met een licht verstandelijke of lichamelijke beperking. 
De stichting is gevestigd op een landgoed dat bestaat uit een gebied van 18 hectare bosschage, weiden, meren en heuvels, bebouwd met een rolstoelvriendelijke woonboerderij en andere opstallen.

## Doelstelling
De doelstelling is het bieden van een woonvorm waarin eigen kwaliteit van leven en ontwikkeling gevonden kan worden. Dit wordt mogelijk gemaakt door middel van wonen, logeren en dagbesteding.

## Oorsprong
De dochter van de twee oprichters liep in 2006 op 15-jarige leeftijd hersenletsel op door een virus in Thailand. Daarop besloot het echtpaar om zelf geschikte opvang te creëren, toen die elders niet voorhanden bleek.